# NES Top Loader
La NES Top Loader, parfois appelé simplement Top Loader ou NES 2, est une version restylée de la NES première du nom, sorti en 1993 en Amérique du Nord, en Australie, en Nouvelle-Zélande et sous une version légèrement différente au Japon, renommée alors Family Computer AV (ou Famicom AV), parfois appelée la New Famicom.

## Famicom AV (Modèle HVC-101)

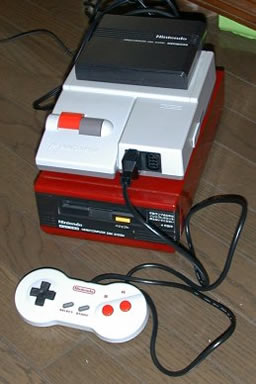
La Famicom AV branchée à un Disk System.

À l'occasion des 10 ans de la sortie de la Famicom, Nintendo a sorti un tout nouveau design de sa console avec des améliorations notables tels que les branchements, en effet la Famicom première du nom doit être branchée sur les prises antennes RF au dos du téléviseur.
Ce n'est plus le cas car la console utilise dorénavant les prises AV — d'où le nom de la console — ainsi que des manettes désormais détachables.
C'est cette version de la Famicom qui sera produite jusqu'au 25 septembre 2003, jour de l'arrêt définitif de la production de la console 8-bits de la firme de Kyoto, soit un peu plus de 20 ans.
La console est compatible avec tous les accessoires, soit se branchant dans le port cartouche, comme le lecteur de disquettes Famicom Disk System ou le Famicom Modem, soit sur le port EXT sur le côté de la console, pour brancher le clavier Family Basic ou le Light Gun, l'équivalent japonais du NES Zapper.

## NES 2 / Top Loader (Modèle NES-101)
La version nord-américaine de la Famicom AV est quasiment identique, à l'exception du port cartouche, qui est plus large pour permettre l'insertion des cartouches NES et le branchement sur le téléviseur ne se fait plus sur les prises AV mais désormais sur les prises antenne RF, ce qui est l'inverse de son homologue japonais.
Cette version nord-américaine était vendue sans jeu, tandis que les versions australiennes et néo-zélandaises étaient vendues seules ou avec une cartouche 3 jeux en 1 : Super Mario Bros. / Tetris / Nintendo World Cup.
La NES Top Loader est également connue pour être une console multi-zone, en effet la fameuse puce 10NES a été enlevée.
Il est donc possible de jouer aussi bien aux jeux nord-américains qu'aux jeux européens et australiens (PAL A et PAL B compris).

## ManetteDogbone

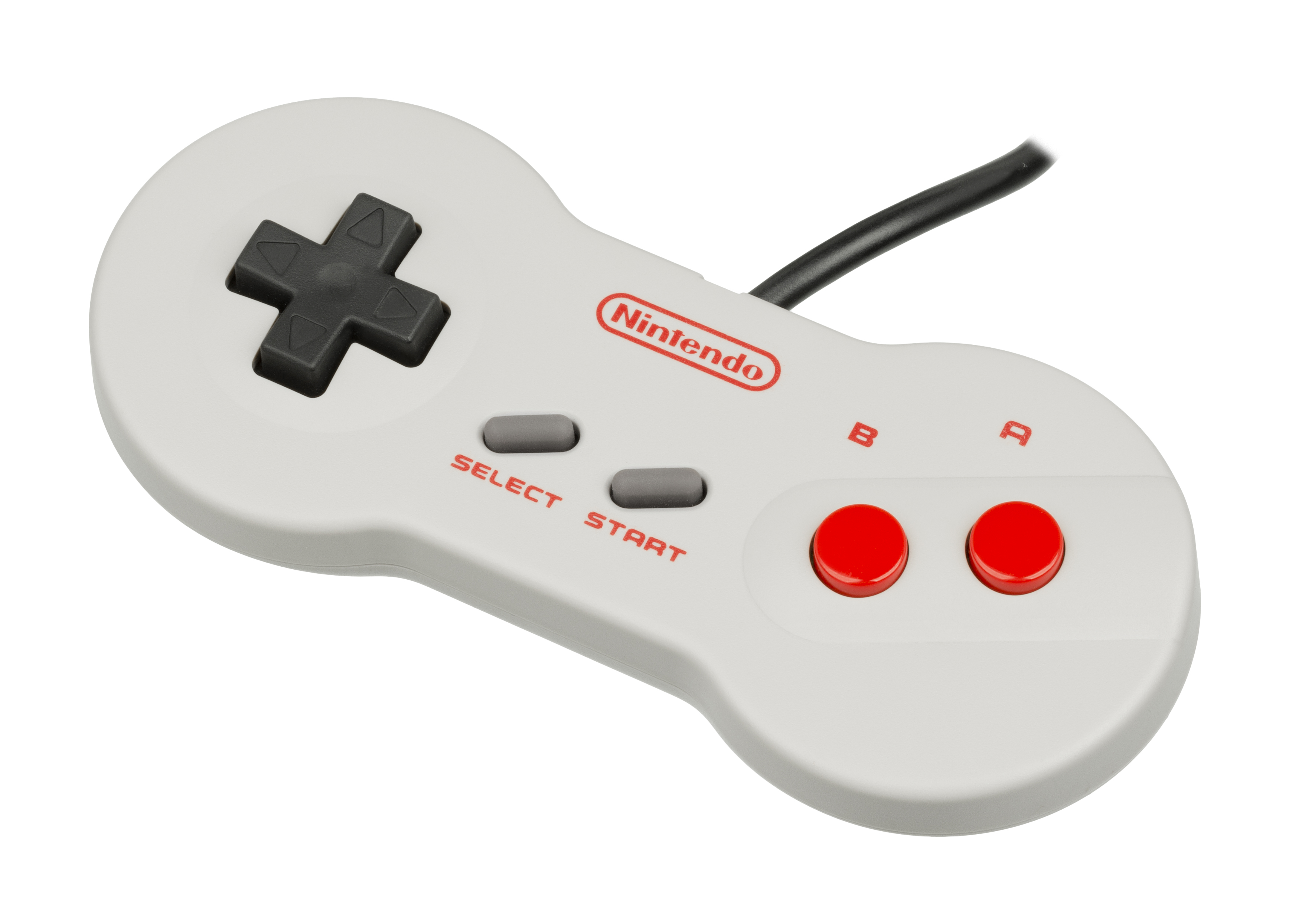
La manette Dogbone.

Un relooking s'applique également sur la manette, qui est plus ergonomique et qui ressemble à la manette de la Super Nintendo, si on retire les boutons L, R, X et Y.
Elle est baptisée "Dogbone", en raison de sa forme (os de chien en anglais) et elle est compatible avec tous les modèles de NES du monde, excepté la première Famicom qui possède des manettes directement intégrées à la console.